# Вулиця Професора Яреми
Вулиця Професора Яреми — вулиця у Франківському районі міста Львова, в місцевості Вулька. Прилучається до вулиці Лазаренка.

## Історія та забудова
Вулиця прокладена у 1958 році та отримала назву Гайдара бічна, на честь радянського військового діяча та дитячого письменника-прозаїка Аркадія Гайдара. У 1992 році перейменована на пошану українського літературознавця, етнопсихолога і громадського діяча Якима Яреми (1884-1964).
Забудова вулиці — п'ятиповерхова 1960-х років та одноповерхова садибна.